# ケプラー式望遠鏡

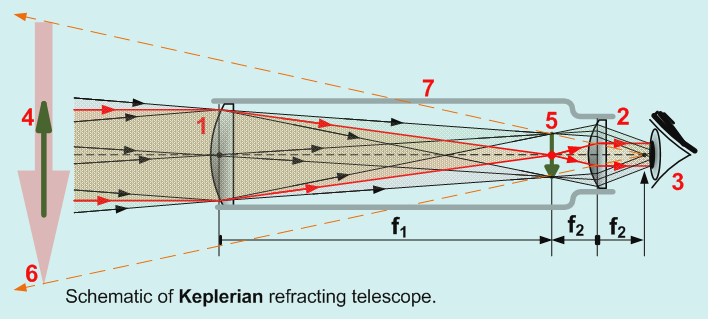
光路図

ケプラー式望遠鏡（ケプラーしきぼうえんきょう、Keplerian telescope ）は、屈折望遠鏡の一形式である。

## 発明
ヨハネス・ケプラーは1611年に凸レンズを接眼鏡に使う望遠鏡を発表したが、自分では製作しなかった。1615年にクリストフ・シャイナーがケプラー式望遠鏡を製作し、天体観測にも使用した。

## 機構
対物レンズ、接眼レンズとも凸レンズである。
倒立像にはなるが、倍率を上げてもガリレオ式望遠鏡程には視野が狭くならない。また対物レンズの焦点面にも合焦するためここに糸を張れば十字線や測微尺として使用でき、測定等に非常に大きな意義を持った。天体望遠鏡として使用する場合、像の倒立は欠点にならない。正立プリズムを挿入すれば正立像が得られるため、地上望遠鏡としても広く使われている。

## 屈折望遠鏡の代表的存在
大型化に伴い対物レンズが厚くなって透過率が落ちるため大型望遠鏡では反射式のニュートン式望遠鏡にその地位を譲ったものの、製作が簡易で、現在でも小型望遠鏡では一番広く使われている形式である。